# Voyage (албум)
Voyage је девети студијски албум шведске групе ABBA. Дискографске куће Polar Music и Universal Music објавили су га 5. новембара 2021. 
То је први албум са новим песмама групе од The Visitors (1981) и њеног распада 1982.
Албум је најављен 2 септембра 2021. у директном преносу на Јутјубу. Године 2018. чланови групе АББА објавили су да су снимили две песме, I Still Have Faith in You и Don't Shut Me Down,  које су касније постале главни синглови на албуму. Група је такође навела да ће 27. маја 2022. у лондонском Олимпијском парку краљице Елизабете одржати концерт на коме ће наступити дигитализовани аватари његових чланова уз пратњу десеточланог бенда. 
Веб страница abbavoyage.com је покренута 26. августа 2021,  билборди су постављени у Лондону,  а налози на друштвеним мрежама под називом "ABBA Voyage" преносили су обавештења о скорој најави. 
Албум садржи десет песама, од којих су две, Just a Notion и Bumblebee, претходно објављене као део "ABBA Undeleted" са box сета Thank You for the Musicиз 1994. године.

## О албуму

### Позадина
Након распада 1982. године ABBA  се поново окупила 6. јуна 2016; тог дана је одсвирала песму The Way Old Friends Do на приватној забави у Стокхолму.  Две године касније, у априлу 2018, чланови бенда су објавили да су снимили две нове песме, I Still Have Faith in You  и Don't Shut Me Down. 
Ове песме су првобитно снимљене за специјалну телевизијску емисију NBC и BBC,  али је група касније одлучила да их користи за турнеју "ABBAtar" најављену неколико месеци раније.

### ABBAтари
Дигитални аватари чланова бенда који ће се појавити на концерту, незваничног назива "ABBAтари" ("ABBAtars"), први пут су објављени у септембру 2017. године; Бени Андерсон је изјавио да ће им требати неко време за израду лица, а Улвеус је прокоментарисао да је импресиониран технолошким напретком. Турнеја је првобитно требало да почне 2019,  али је због техничких потешкоћа и пандемије корона вируса одложено до 2022. године  ABBAтари користе исту технологију уз помоћ које је 2012. направио псеудохолограм Тупака Шакура, а уз ове аватаре наступиће и концертни бенд.  Сами чланови глумачке екипе носили су одела за праћење кретања током креирања аватара, а за графику је заслужан Industrial Light & Magic.

## Листа песама
Аутор(и) свих текстова: Бени Андерсон и Бјерн Улвеус. 
| №   | Назив                     | Трајање |  |
| 1.  | I Still Have Faith In You | 5:08    |  |
| 2.  | When You Danced With Me   | 2:49    |  |
| 3.  | Little Things             | 3:08    |  |
| 4.  | Don't Shut Me Down        | 3:59    |  |
| 5.  | Just A Notion             | 3:29    |  |
| 6.  | I Can Be That Woman       | 4:04    |  |
| 7.  | Keep An Eye On Dan        | 4:01    |  |
| 8.  | Bumblebee                 | 3:57    |  |
| 9.  | No Doubt About It         | 2:52    |  |
| 10. | Ode To Freedom            | 3:31    |  |

## Успон на листама
I Still Have Faith In You и Don't Shut Me Down  доспеле су је у првих десет у неколико европских земаља. У Швајцарској и Шведској песма Don't Shut Me Down заузела је прво место синглова.  
Ово је први пут да се ABBA попела на прво место шведске листе синглова од "Summer Night City" 1978. године.